# Lijst van afleveringen van St. Elsewhere
Dit is een lijst met afleveringen van de Amerikaanse televisieserie St. Elsewhere. De serie telt 6 seizoenen. Een overzicht van alle afleveringen is hieronder te vinden.

## Seizoen 1
| #  | Titel Aflevering            | Uitzenddatum VS  |
| -- | --------------------------- | ---------------- |
| 1  | Pilot                       | 26 oktober 1982  |
| 2  | Bypass                      | 9 november 1982  |
| 3  | Down's Syndrome             | 16 november 1982 |
| 4  | Cora and Arnie              | 23 november 1982 |
| 5  | Samuels and the Kid         | 30 november 1982 |
| 6  | Legionnaires: Part 1        | 7 december 1982  |
| 7  | Legionnaires: Part 2        | 14 december 1982 |
| 8  | Tweety and Ralph            | 21 december 1982 |
| 9  | Rain                        | 4 januari 1983   |
| 10 | Hearts                      | 11 januari 1983  |
| 11 | Graveyard                   | 18 januari 1983  |
| 12 | Release                     | 1 februari 1983  |
| 13 | Family History              | 8 februari 1983  |
| 14 | Remission                   | 22 februari 1983 |
| 15 | Monday, Tuesday, Sven's Day | 1 maart 1983     |
| 16 | The Count                   | 8 maart 1983     |
| 17 | Brothers                    | 15 maart 1983    |
| 18 | Dog Day Hospital            | 22 maart 1983    |
| 19 | Working                     | 5 april 1983     |
| 20 | Craig in Love               | 12 april 1983    |
| 21 | Baron von Munchausen        | 19 april 1983    |
| 22 | Addiction                   | 3 mei 1983       |

## Seizoen 2
| #  | Titel Aflevering          | Uitzenddatum VS  |
| -- | ------------------------- | ---------------- |
| 1  | Ties That Bind            | 26 oktober 1983  |
| 2  | Lust Et Veritas           | 2 november 1983  |
| 3  | Newheart                  | 9 november 1983  |
| 4  | Qui Transtulit Sustinet   | 16 november 1983 |
| 5  | A Wing and a Prayer       | 23 november 1983 |
| 6  | Under Pressure            | 30 november 1983 |
| 7  | Entrapment                | 7 december 1983  |
| 8  | All About Eve             | 14 december 1983 |
| 9  | AIDS & Comfort            | 21 december 1983 |
| 10 | A Pig Too Far             | 11 januari 1984  |
| 11 | Blizzard                  | 18 januari 1984  |
| 12 | Hearing                   | 1 februari 1984  |
| 13 | In Sickness and in Health | 8 februari 1984  |
| 14 | Drama Center              | 15 februari 1984 |
| 15 | Attack                    | 22 februari 1984 |
| 16 | After Dark                | 29 februari 1984 |
| 17 | Vanity                    | 7 maart 1984     |
| 18 | Equinox                   | 14 maart 1984    |
| 19 | The Women                 | 28 maart 1984    |
| 20 | Cramming                  | 2 mei 1984       |
| 21 | Rough Cut                 | 9 mei 1984       |
| 22 | Hello, Goodbye            | 16 mei 1984      |

## Seizoen 3
| #  | Titel Aflevering            | Uitzenddatum VS   |
| -- | --------------------------- | ----------------- |
| 1  | Playing God: Part 1         | 19 september 1984 |
| 2  | Playing God: Part 2         | 26 september 1984 |
| 3  | Two Balls and a Strike      | 3 oktober 1984    |
| 4  | Strikeout                   | 17 oktober 1984   |
| 5  | Breathless                  | 24 oktober 1984   |
| 6  | My Aim Is True              | 31 oktober 1984   |
| 7  | Fade to White               | 7 november 1984   |
| 8  | Sweet Dreams                | 14 november 1984  |
| 9  | Up on the Roof              | 21 november 1984  |
| 10 | Girls Just Want to Have Fun | 28 november 1984  |
| 11 | Homecoming                  | 5 december 1984   |
| 12 | The Children's Hour         | 12 december 1984  |
| 13 | Dr. Wyler, I Presume        | 19 december 1984  |
| 14 | Whistle, Wyler Works        | 2 januari 1985    |
| 15 | Bye, George                 | 9 januari 1985    |
| 16 | Saving Face                 | 16 januari 1985   |
| 17 | Give the Boy a Hand         | 23 januari 1985   |
| 18 | Any Portrait in a Storm     | 30 januari 1985   |
| 19 | Red, White, Black and Blue  | 13 februari 1985  |
| 20 | Amazing Face                | 20 februari 1985  |
| 21 | Murder, She Rote            | 27 februari 1985  |
| 22 | Tears of a Clown            | 13 maart 1985     |
| 23 | Bang the Eardrum Slowly     | 20 maart 1985     |
| 24 | Cheers                      | 27 maart 1985     |

## Seizoen 4
| #  | Titel Aflevering           | Uitzenddatum VS   |
| -- | -------------------------- | ----------------- |
| 1  | Remembrance of Things Past | 18 september 1985 |
| 2  | Fathers and Sons           | 25 september 1985 |
| 3  | Haunted                    | 23 oktober 1985   |
| 4  | The Naked and the Dead     | 30 oktober 1985   |
| 5  | Slice O'Life               | 6 november 1985   |
| 6  | Lost and Found in Space    | 13 november 1985  |
| 7  | Close Encounters           | 20 november 1985  |
| 8  | Watch the Skies            | 27 november 1985  |
| 9  | Sanctuary                  | 4 december 1985   |
| 10 | Loss of Power              | 11 december 1985  |
| 11 | Santa Claus Is Dead        | 18 december 1985  |
| 12 | The Boom Boom Womb         | 8 januari 1986    |
| 13 | To Tell the Truth          | 15 januari 1986   |
| 14 | Family Ties                | 22 januari 1986   |
| 15 | Family Feud                | 29 januari 1986   |
| 16 | Family Affair              | 12 februari 1986  |
| 17 | Time Heals: Part 1         | 19 februari 1986  |
| 18 | Time Heals: Part 2         | 20 februari 1986  |
| 19 | Out on a Limb              | 26 februari 1986  |
| 20 | Come Home, Oh Sapien       | 5 maart 1986      |
| 21 | Cheek to Cheek             | 12 maart 1986     |
| 22 | Black's Magic              | 19 maart 1986     |
| 23 | The Equalizer              | 30 april 1986     |
| 24 | E.R.                       | 7 mei 1986        |

## Seizoen 5
| #  | Titel Aflevering                   | Uitzenddatum VS   |
| -- | ---------------------------------- | ----------------- |
| 1  | Where There's Hope, There's Crosby | 24 september 1986 |
| 2  | When You Wish Upon a Scar          | 1 oktober 1986    |
| 3  | A Room with a View                 | 8 oktober 1986    |
| 4  | Brand New Bag                      | 15 oktober 1986   |
| 5  | You Beta Your Life                 | 29 oktober 1986   |
| 6  | Not My Type                        | 5 november 1986   |
| 7  | Up and Down                        | 12 november 1986  |
| 8  | Nothing Up My Sleeve               | 19 november 1986  |
| 9  | After Life                         | 26 november 1986  |
| 10 | Once Upon a Mattress               | 3 december 1986   |
| 11 | Lost Weekend                       | 10 december 1986  |
| 12 | Cold War                           | 7 januari 1987    |
| 13 | Russian Roulette                   | 14 januari 1987   |
| 14 | Visiting Daze                      | 21 januari 1987   |
| 15 | Getting Ahead                      | 28 januari 1987   |
| 16 | Jose, Can You See?                 | 4 februari 1987   |
| 17 | Schwarzwald                        | 11 februari 1987  |
| 18 | You Again?                         | 18 februari 1987  |
| 19 | Rites of Passage                   | 25 februari 1987  |
| 20 | Women Unchained                    | 4 maart 1987      |
| 21 | Good Vibrations                    | 13 mei 1987       |
| 22 | Slip Sliding Away                  | 20 mei 1987       |
| 23 | Last Dance at the Wrecker's Ball   | 27 mei 1987       |

## Seizoen 6
| #  | Titel Aflevering                              | Uitzenddatum VS   |
| -- | --------------------------------------------- | ----------------- |
| 1  | Resurrection                                  | 16 september 1987 |
| 2  | The Idiot and the Odyssey                     | 23 september 1987 |
| 3  | A Moon for the Misbegotten                    | 30 september 1987 |
| 4  | Ewe Can't Go Home Again                       | 21 oktober 1987   |
| 5  | Night of the Living Bed                       | 28 oktober 1987   |
| 6  | The He-Man Woman Hater's Club                 | 4 november 1987   |
| 7  | Handoff                                       | 11 november 1987  |
| 8  | Heart On                                      | 18 november 1987  |
| 9  | Weigh In, Way Out                             | 2 december 1987   |
| 10 | No Chemo, Sabe?                               | 9 december 1987   |
| 11 | A Coupla White Dummies Sitting Around Talking | 16 december 1987  |
| 12 | Final Cut                                     | 6 januari 1988    |
| 13 | Heaven's Skate                                | 13 januari 1988   |
| 14 | Curtains                                      | 3 februari 1988   |
| 15 | Fairytale Theater                             | 10 februari 1988  |
| 16 | Down and Out on Beacon Hill                   | 17 februari 1988  |
| 17 | Their Town                                    | 20 april 1988     |
| 18 | The Naked Civil Surgeon                       | 27 april 1988     |
| 19 | Requiem for a Heavyweight                     | 4 mei 1988        |
| 20 | Split Decision                                | 11 mei 1988       |
| 21 | The Abby Singer Show                          | 18 mei 1988       |
| 22 | The Last One                                  | 25 mei 1988       |